# Brazo (misil)
El misil Brazo fue un proyecto estadounidense, que pretendía producir un misil antirradiación de tipo aire-aire. Desarrollado por Hughes Aircraft y basado en el misil aire-aire AIM-7 Sparrow, el misil Brazo consiguió una serie de éxitos en las pruebas; aun así, el programa se cerró al final de su período de pruebas.

## Diseño y desarrollo
Un proyecto conjunto entre Hughes Aircraft y la Armada de los Estados Unidos, el misil "Brazo" (nombrado como un juego de palabras de la palabra en español "Brazo" refiriéndose a "Arm" Anti-Radiation Missile) el proyecto se inició en 1972, como una prueba de viabilidad del concepto de un misil aire-aire antirradar. En 1973, otro proyecto parecido que llevaban las Fuerza Aérea de los Estados Unidos se une al proyecto del "Brazo", quedando la Fuerza Aérea como responsable de probar el misil.
El primer misil aire-aire antirradiación desarrollado por los Estados Unidos, el Brazo utilizó el soporte del AIM-7 Sparrow, con una nueva cabeza buscadora construida por Hughes, equipada con un buscador por radar pasivo desarrollado por Naval Electronics Center. El buscador debía detectar y localizar las emisiones de radar del enemigo, como las de un interceptor o las de un avión de alerta temprana.

## Historia operacional
La primera prueba de lanzamiento del Brazo fue llevada a cabo en abril de 1974, con el misil lanzado desde un F-4D Phantom II de la USAF, derribando con éxito un vehículo no tripulado BQM-34 Firebee. Cuatro pruebas más se llevaron a cabo ese mismo año con éxito, y a pesar de las duras condiciones, el misil nunca falló. Aun así, a pesar de su éxito, el proyecto ERASE (Eliminación de Fuente de Radiación Electromagnética) fue cancelado.